# أنتوني ساليس
أنتوني ساليس (13 أكتوبر 1988 بباستيا في فرنسا - ) (بالفرنسية: Anthony Salis)‏ هو لاعب كرة قدم فرنسي في مركز الوسط. لعب مع سي أ باستيا ونادي أجاكسيو ونادي جازيليك أجاكسيو وVendée Poiré-sur-Vie Football ‏ وFC Balagne ‏ وUA Cognac ‏.

## وصلات خارجية
- أنتوني ساليس على موقع قاعدة بيانات كرة القدم.إي يو (الإنجليزية)
- أنتوني ساليس على موقع Soccerway.com (الإنجليزية)